# Pinelema pacchanensis
Espèce
Pinelema pacchanensis est une espèce d'araignées aranéomorphes de la famille des Telemidae.

## Distribution
Cette espèce est endémique de la province de Bắc Kạn au Viêt Nam,. Elle se rencontre dans le district de Cho Don dans la grotte Hang Pac Chan.

## Description
Le mâle holotype mesure 1,41 mm et la femelle paratype 1,33 mm.

## Étymologie
Son nom d'espèce, composé de pacchan et du suffixe latin -ensis, « qui vit dans, qui habite », lui a été donné en référence au lieu de sa découverte, la grotte Hang Pac Chan.

## Publication originale
- Zhao, Pham, Song, Do & Li, 2018 : Seven new species of Pinelema from Vietnam (Araneae, Telemidae). ZooKeys, no 734, p. 13-42.